# Новинка (озеро)
Новинка — пресноводное озеро на территории Ледмозерского сельского поселения Муезерского района Республики Карелии.

## Физико-географическая характеристика
Располагается на высоте 136,8 метров над уровнем моря.
Берега озера несильно изрезанные, каменисто-песчаные, местами заболоченные.
На западе Новинка соединено с Калмозером, через которое протекает река Чирко-Кемь.
В озере более десяти безымянных островов различной площади, рассредоточенных по всей площади водоёма, однако их количество может варьироваться в зависимости от уровня воды.
На северном берегу озера располагается посёлок Тикша.

## Панорама

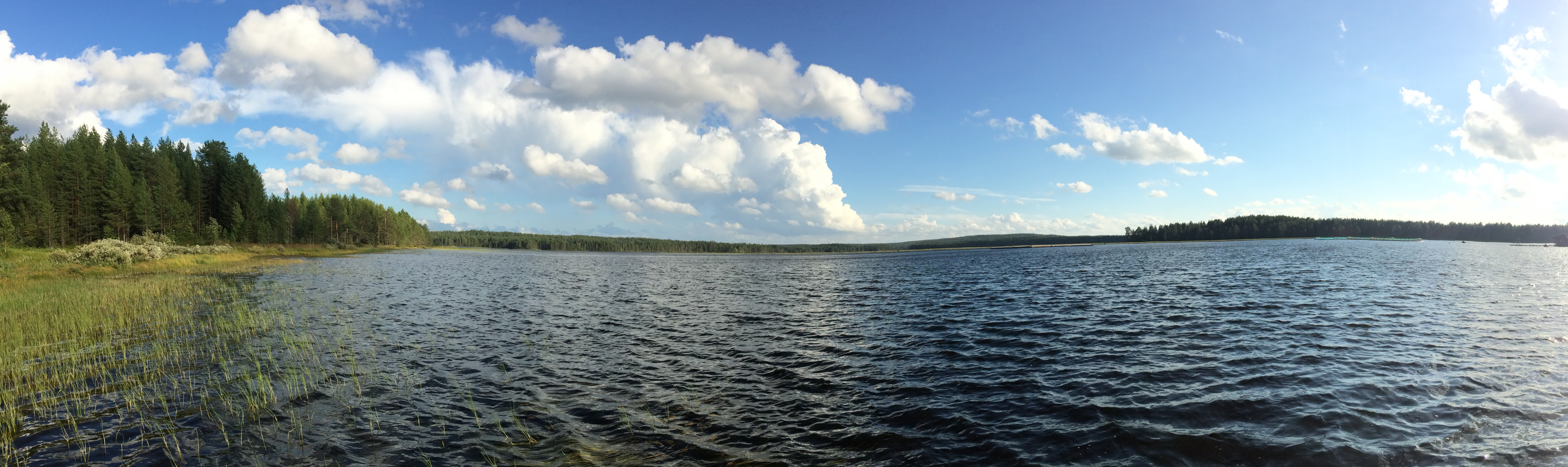
Панорама